# Szczecinki przednie
Szczecinki przednie (łac. chaetae anteriores) – rodzaj szczecinek występujący na tułowiu muchówek.
Szczecinki osadzone są zwykle pojedynczo lub w parach na przedniej krawędzi śródplecza. Umieszczone są wyraźnie poza rzędami szczecinek środkowych grzbietu i śródplecowych. U części gatunków Aclyptrata szczecinki te tworzą szereg na przedniej krawędzi śródplecza, analogiczny z tym tworzonym przez szczecinki przedtarczkowe.